# Victor Maurel

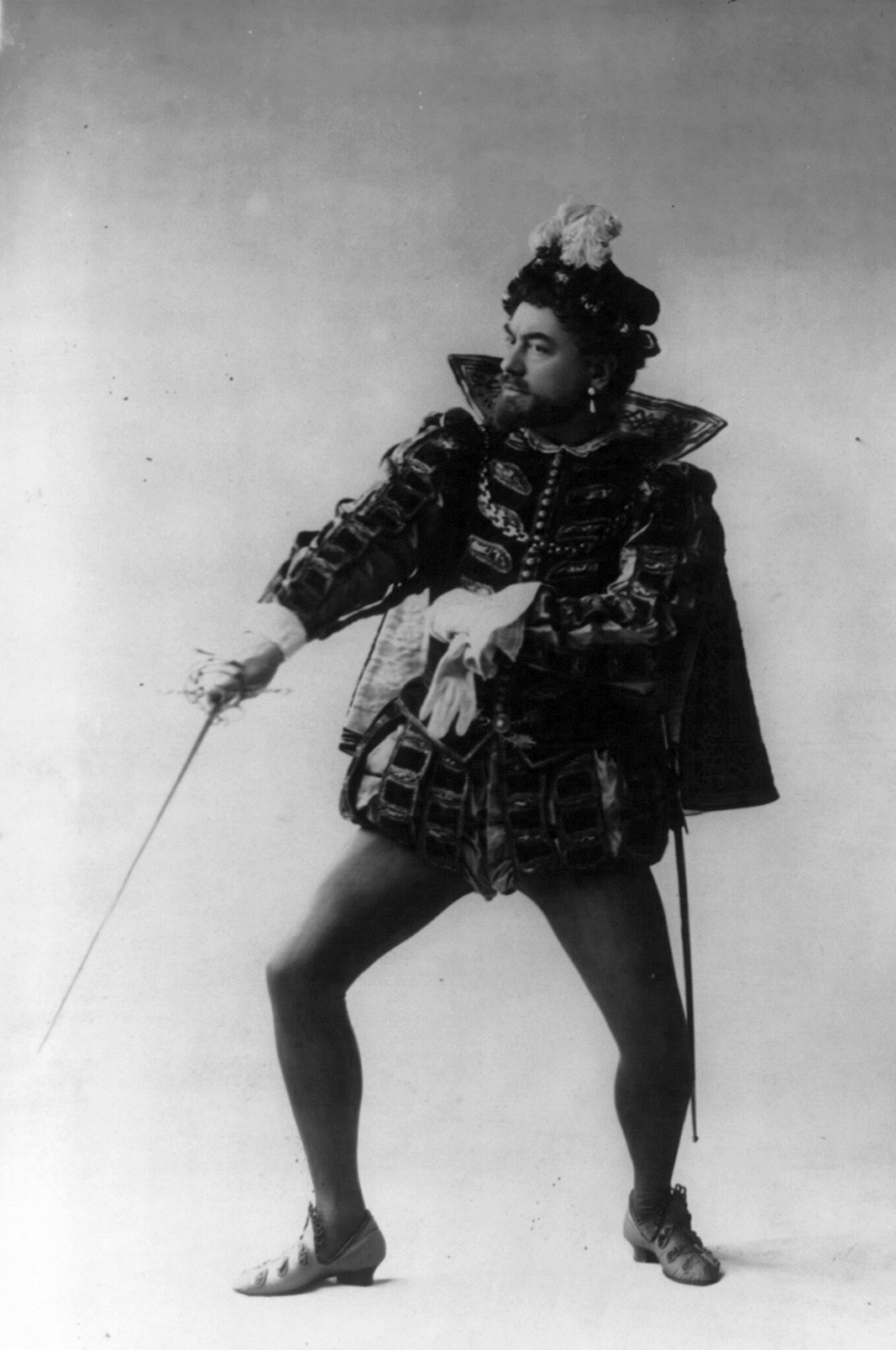
Victor Maurel en 1895.

Victor Maurel (Marsella, 17 de junio de 1848 - Nueva York, 22 de octubre de 1923) fue un barítono francés.

## Trayectoria
Estudió lírica en el conservatorio de su ciudad natal, donde debutó con Guillaume Tell. Posteriormente se traslada a París, donde resulta ganador, en 1867, de dos primeros premios de Ópera y de ópera cómica. En 1868 entra a formar parte de la compañía de la Ópera de París, debutando con Les Huguenots, de Meyerbeer. En 1869 se presentó en el Teatro de la Scala de Milán con Il Guarany, y se incorpora a la compañía, dentro de la que alcanzó pronto fama mundial. Fue el primer «Iago» del Otello de Verdi (1887), y el primer Falstaff (1893). Además de estos, destacó con el Don Giovanni de Mozart.
Su temperamento lo lleva a recorrer Nueva York, Londres, El Cairo, San Petersburgo, Moscú. Su reputación está bien establecida. Vaucorbeil lo contrata de nuevo en 1879 para la ópera de París, donde canta Hamlet, Don Giovanni, Aida y Fausto. 
Después de un nuevo recorrido por diversos países (en 1881 se había presentado en el Gran Teatro del Liceo de Barcelona, donde cantó muy a menudo), regresa a París en 1883 como director del Théâtre italien, e inaugura su primera temporada como tal con Simon Boccanegra. En esta etapa cuenta con sus colegas Adelina Patti, Marcella Sembrich, Ernesto Nicolini, Julián Gayarre y los hermanos Reszké. El poco éxito de su aventura empresarial le impulsa a volver a los escenarios. En 1885 se presentó en el Teatro Real de Madrid, en Ernani y Un ballo in maschera.
En el año 1906 creó una escuela de canto en París que transfirió a Nueva York en 1909.
Reconocido como uno de los mayores barítonos de su tiempo, poseía una técnica irreprochable y una actuación expresiva e inteligente. Fue uno de los primeros cantantes que se tomaron la molestia de estudiar y analizar profundamente las características de sus personajes, para representarlos sobre la escena. Dejó algunos registros fonográficos.[cita requerida]

## Sus obras escritas
- À propos de la mise en scène du drame lyrique Otello (Rome, 1888)
- Le Chant rénové par la science (Paris, 1892)
- Un problème d’art (Paris, 1893)
- À propos de la mise en scène de Don Juan (Paris, 1896)
- L’Art du chant (Paris, 1897)
- Dix ans de carrière (Paris, 1897)